# Hassanein Hiridjee
Hassanein Hiridjee (né le 24 mars 1975 à Antananarivo) est un entrepreneur malgache naturalisé Français qui dirige la multinationale malgache Axian. Il est une figure du monde des affaires dans l’océan Indien.
En 2025, le magazine Challenges estime sa fortune à 1,1 milliard d’euros.

## Biographie

### Formation
Hassanein Hiridjee est issu d’une famille indienne installée à Madagascar en 1866. Ses parents, Rosanaly Hiridjee et Meherbanou Akbaraly, l’envoient à Paris pour y effectuer ses études primaires. Il obtient son baccalauréat au lycée français d’Antananarivo en 1992. Il retourne ensuite en France où il est diplômé d’un master en finance à l’École supérieur de commerce de Paris (ESCP).

### Carrière professionnelle
En France, il occupe plusieurs postes dans le secteur financier avant de revenir à Madagascar en 1997. Il fonde alors First Immo, une société immobilière qu’il dirige conjointement avec ses oncles et son frère. Il va ensuite prendre progressivement la tête du groupe familial fondé par les 3 frères Bashir, Raza-Aly et Rosanaly Hiridjee, Hirimix. En décembre 2015, la société est rebaptisée Axian. Axian est aujourd’hui présent dans les secteurs des télécoms, de l’énergie, de l’immobilier et des services financiers et s’est développée au-delà de Madagascar, notamment en Tanzanie avec le rachat des opérations de Tigo, marque de Millicom, au Togo en entrant au capital de TOGOCOM, au Sénégal en partenariat avec Xavier Niel sur le lancement de Free Sénégal,.

### Engagements personnels
En 2017, il crée la Fondation H, une filiale du Groupe Axian, qui a pour vocation de promouvoir les artistes africains à l’international. La Fondation H a ouvert un premier espace d’exposition à Antananarivo en mai 2019,, puis à Paris dans le quartier du Marais, en septembre 2020. En avril 2023, l'espace d'exposition d'Antananarivo déménage dans l'ancien bâtiment de la direction des postes, entièrement rénové.
En novembre 2022, il lance la Chaire Innovation responsable en Afrique de l’ESCP ayant pour mission de "contribuer à la transformation de l’Afrique pour un avenir durable et au développement du capital humain nécessaire à la transition sociale et écologique".
En 2023, Axian s'associe à Xavier Niel pour ouvrir une Ecole 42 à Madagascar afin de former la population au codage informatique dans un cursus accessible à tous, gratuitement, sans prérequis particuliers et sans limite d’âge.

## Distinctions
Lors de l’Africa CEO Forum 2022 organisé par Jeune Afrique Media Group, il obtient le trophée du « CEO de l'année ». Ce trophée récompense le chef d’entreprise qui a le plus marqué l’année en Afrique.